# 1987 في أستراليا
فيما يلي قوائم الأحداث التي وقعت خلال عام 1987 في أستراليا.

## أحداث
- 30 ديسمبر – المخيم الكشفي العالمي السادس عشر

## سياسة

### تعيين في المنصب
- 1 يناير – أليكس أورد Lord Mayor of Melbourne ‏.

## رياضة
- 15 نوفمبر – جائزة أستراليا الكبرى 1987 الفائز غيرهارد بيرغر.

## موسيقى

### أغاني
من الأغاني التي صدرت هذه السنة في أستراليا:
- 29 ديسمبر – آي شود بي سو لوكي من غناء كايلي مينوغ.

## كتب
من الكتب التي صدرت هذه السنة في أستراليا:
- 1 يناير – سيدات من ميسالونجي من تأليف كولين مكلو.

## مواليد

### يناير
- 1 يناير – سارة سنوك ممثلة أسترالية.
- 12 يناير – دانييلا جيفليا لاعبة كرة مضرب أسترالية.
- 24 يناير – جوش ووترز متسابق دراجات نارية أسترالي.
- 27 يناير – مايكل مارون لاعب كرة قدم أسترالي.

### فبراير
- 2 فبراير – فايدي كاتب أغاني أسترالي.
- 4 فبراير – توم جيرفيس لاعب كرة سلة أسترالي.
- 14 فبراير – بين كينيدي
- 19 فبراير – سام ريد ممثل بريطاني.
- 28 فبراير – ستيفن ويه لاعب كرة سلة أسترالي.

### مارس
- 13 مارس – جيف دوديل لاعب كرة سلة أسترالي.

### أبريل
- 17 أبريل – تأندو بيلافي لاعب كرة قدم أسترالي.
- 18 أبريل – سامانثا جيد

### مايو
- 17 مايو – إيرسان غولوم لاعب كرة قدم تركي.
- 26 مايو – جوش توماس
- 31 مايو – كاميرون واتسون لاعب كرة قدم أسترالي.

### يونيو
- 1 يونيو – بريان ستيرنغ متسابق دراجات نارية أسترالي.
- 9 يونيو – تيمي ترامبيت دي جي أسترالي.
- 12 يونيو – آبي لي كيرشو
- 21 يونيو – ريان آجار لاعب كرة مضرب أسترالي.
- 22 يونيو – لارا بينغل عارضة أسترالية.
- 29 يونيو – بيني لويس لاعب كرة سلة أسترالي.

### يوليو
- 30 يوليو – كود بلاك دي جي أسترالي.

### سبتمبر
- 10 سبتمبر – إيفان فرانيتش لاعب كرة قدم أسترالي.
- 16 سبتمبر – لورا دوندوفيتش
- 17 سبتمبر – أماندا سبرات درّاجة طريق أسترالية.
- 19 سبتمبر – جريج هاير لاعب كرة سلة أسترالي.
- 27 سبتمبر – زاك ديمبستر درّاج طريق أسترالي.

### أكتوبر
- 2 أكتوبر – جو إنغلز لاعب كرة سلة أسترالي.
- 19 أكتوبر – صامويل غروث لاعب كرة مضرب أسترالي.
- 27 أكتوبر – ليوناردو زابافيجنا ملاكم أسترالي.
- 29 أكتوبر – كليوباترا كولمان ممثلة أسترالية.

### نوفمبر
- 3 نوفمبر – جيما وورد

### ديسمبر
- 11 ديسمبر – أليكس راسل ممثل أسترالي.